# Paul Desfarges
Paul Jacques Marie Desfarges SJ (Saint-Étienne, Loire, 7 de maio de 1944) é um clérigo religioso católico romano franco-argelino e arcebispo emérito de Argel.
Paul Desfarges veio para a Argélia para o serviço militar em 1965. Ele ensinou como civil em uma escola dos Padres Brancos em Ghardaia, uma cidade oásis no sul da Argélia. Após seu retorno à França, ele entrou para a ordem jesuíta. Desfarges foi recebido na Igreja Jesuíta de Santo Inácio em Paris, recebendo diaconato em 8 de maio de 1975 pelo Bispo Auxiliar Daniel Pézeril e ordenação sacerdotal em 14 de junho de 1975 pelo Arcebispo François Marty. Em 30 de abril de 1981 fez sua profissão solene.
Ele passou quase 30 anos em Constantine, onde foi professor de psicologia de 1976 a 2006. Em 1982 ele recebeu a cidadania argelina. Desde 2006 liderou o centro espiritual Ben Smen em Argel e a comunidade jesuíta de lá.
Papa Bento XVI nomeou-o Bispo de Constantino em 21 de novembro de 2008. O Arcebispo de Argel, Ghaleb Moussa Abdalla Bader, concedeu sua consagração episcopal em 12 de fevereiro do ano seguinte na Basílica de Nossa Senhora da África; Co-consagradores foram seu antecessor Gabriel Piroird IdP e o Bispo de Saint-Etienne, Dominique Lebrun. A posse na diocese ocorreu em 20 de fevereiro de 2009.
Em 24 de dezembro de 2016, o Papa Francisco o nomeou Arcebispo de Argel. A posse ocorreu em 10 de fevereiro do ano seguinte. Em 8 de julho de 2020, o Papa Francisco o nomeou membro do Pontifício Conselho para o Diálogo Inter-religioso.
De 2015 a 2022, Desfarges também foi presidente da Conferência Episcopal Regional do Norte da África (CERNA).
Em 27 de dezembro de 2021, o Papa Francisco aceitou a renúncia de Paul Desfarges por motivos de idade.